# 保留大小写
在计算机文件系统存储文件名称时，计算机有可能保留（保存）亦可能放弃大写形式信息。如果大小写差异被存储，则它被称作保留大小写（case preservation）。
不保留大小写的系统必然是不区分大小写，但一个系统也可能保留但不区分大小写。这种组合适宜人类理解，因为大多数人偏好使用正确的capitalization，但仍可识别其他人撰写的非标准写法。举例来说，如果某人写出，虽然大小写不正确，但可以认出是指United States of America（美利坚合众国）。
macOS、目前版本的Microsoft Windows操作系统以及Amiga OS的所有版本在大多数情况下都是保留但不区分大小写。因为它们为不区分大小写，故以名称请求文件时可以使用任何大小写形式，这与区分大小写的系统不同。因为它们为保留大小写，所以查看文件名称时，将会看到创建文件时指定的大小写形式。在不保留大小写的系统中，则可能看到不同大小写，例如字母全部为大写或小写。另外，在不区分大小写但保留大小写的系统中，同一个文件夹中不能同时存在仅大小写不同的两个文件或文件夹，例如readme.txt与Readme.txt文件。
下表列出了各现有文件系统是否区分大小写以及是否保留大小写：
|              | 大小写敏感                                        | 大小写不敏感                                        |
| 保留大小写   | UFS、ext3、ext4、HFS Plus（可选），NTFS（Unix下） | VFAT和FAT32基本上始终随长文件名支持，NTFS、HFS Plus |
| 不保留大小写 | 不可能                                            | FAT12、FAT16，仅在无长文件名支持下。                |